# Ellis Park Stadium
Ellis Park Stadium (også kendt som Coca-Cola Park) er et stadion i Johannesburg i Sydafrika, der bliver brugt til flere forskellige sportsgrene, blandt andet rugby og fodbold. Det har blandt andet lagt græs til finalen ved VM i rugby i 1995, og var i 2001 desuden skueplads for en stadionkatastrofe, da 42 gæster til en fodboldkamp blev trampet ihjel da der udbrød panik i tilskuermængden.
Ved Confederations Cup 2009, en slags generalprøve til det følgende års VM, var stadionet vært for fem kampe, blandt andet finalen mellem Brasilien og USA, som førstnævnte vandt 3-2.

## VM i fodbold 2010
Stadionet var et af de ti, der blev udvalgt til at være vært for kampe ved VM i 2010. Her lagde det græs til fem indledende gruppekampe, én 1/8-finale samt én kvartfinale.